# Маккормак, Дэрил
Дэрил Маккормак (англ. Daryl McCormack; род. 22 января 1993) — ирландский актёр. Снимался в мыльной опере RTÉ One «Город-сказка» (2015—2016), сериале BBC «Острые козырьки» (2019—2022) и сериале Apple TV + «Заговор сестёр Гарви» (2022). Его киноработы включают «Пикси» (2019) и «Любовь по вызову» (2022). Последняя картина, в которой он сыграл роль работника секс-индустрии, принесла ему номинацию на премию BAFTA за лучшую мужскую роль.

## Ранняя жизнь и образование
Родился 22 января 1993 года в семье ирландки Терезы Маккормак и афроамериканца Альфреда Томаса из Балтимора. Его родители познакомились летом в Калифорнии. После беременности мать вернулась в Ирландию и воспитывала сына одна в Нине, графство Типперэри. С родственниками по отцовской линии Маккормак поддерживает хорошие отношения.
Маккормак посещал St Joseph's C.B.S. Он играл в баскетбол, пел в хоре. Затем учился в консерватории Дублинского технологического института и школе актёрского мастерства Gaiety, которую окончил в 2014 году со степенью бакалавра искусств в области драмы.

## Карьера
После окончания учебы в 2014 году Маккормак получил свою первую профессиональную роль в спектакле по роману «Гроздья гнева» в Project Arts Centre. В следующем году он дебютировал на телевидении в мыльной опере RTÉ One «Город-сказка» в роли Пирса Девлина, которую он играл до 2016 года. Также в 2015 году он сыграл роль Ромео в театре «Гейт» (Gate Theatre) и роль Отелло в Королевском театре Уотерфорда.
В 2018 году Маккормак дебютировал на Вест-Энде в роли Брендана в спектакле «Лейтенант с Инишмора». В начале своей карьеры он едва не получил роль в фильме «Звёздные войны: Пробуждение силы». В 2019 году Маккормак снялся вместе с Оливией Кук и Беном Харди в комедийно-триллерном фильме Барнаби Томпсона «Пикси» и присоединился к актёрскому составу сериала «Острые козырьки» в пятом сезоне в роли Исайи Иисуса.
В 2021 году Маккормак был назван звездой завтрашнего дня по версии Screen International. В 2021 году Маккормак сыграл эпизодическую роль Арама в первом сезоне фэнтези-сериала Amazon Prime «Колесо времени». В 2022 году он снялся в роли Мэтью Клаффина в сериале Apple TV+ «Заговор сестёр Гарви» и выступил партнёром Эммы Томпсон в фильме Софи Хайд «Любовь по вызову», который принёс актёру номинации на премию BAFTA за лучшую мужскую роль и премию британского независимого кино.
В перспективе у Маккормака роли в сериале BBC The Woman in the Wall, сиквеле «Смерча» Ли Айзека Чуна и семейном триллере Anniversary.

## Фильмография
| Год       |     | Русское название                | Оригинальное название                  | Роль                               |
| --------- | --- | ------------------------------- | -------------------------------------- | ---------------------------------- |
| 2015—2016 | с   | Город-сказка                    | Fair City                              | Пирс Девлин / Pierce Devlin        |
| 2016      | тф  |                                 | Dawn                                   | Ukkanaak                           |
| 2017      | ф   |                                 | The Randomer                           | Рэй / Ray                          |
| 2017      | кор |                                 | Neon                                   | Джейсон / Jason                    |
| 2017      | с   | Викинги                         | Vikings                                | молодой парень                     |
| 2018      | кор |                                 | Inner Child                            | Финн / Finn                        |
| 2018      | кор |                                 | Lady Black Eyes                        | Девон / Devon                      |
| 2018      | с   | Бессмертие                      | Immortality                            | Пио / Pio                          |
| 2018      | с   | Чрезвычайно английский скандал  | A Very English Scandal                 | Люк Маккензи / Luke Mackenzie      |
| 2019      | ф   | Как сымитировать войну          | How to Fake a War                      | Мэтт / Matt                        |
| 2019      | ф   | Не буди в ней зверя             | A Good Woman Is Hard to Find           | констебль Ривз / PC Reeves         |
| 2019      | ф   | Пикси                           | Pixie                                  | Харланд Маккенна / Harland McKenna |
| 2019      | с   | Зачистка                        | Cleaning Up                            | Райан / Ryan                       |
| 2019—2022 | с   | Острые козырьки                 | Peaky Blinders                         | Исайя Иисус / Isaiah Jesus         |
| 2021      | с   | Колесо времени                  | The Wheel of Time                      | Арам / Aram                        |
| 2022      | ф   | Любовь по вызову                | Good Luck to You, Leo Grande           | Лео Гранде / Leo Grande            |
| 2022      | с   | Заговор сестёр Гарви            | Bad Sisters                            | Мэттью Клаффин / Matthew Claflin   |
| 2023      | ф   |                                 | The Lesson                             | Лиам Соммерс / Liam Sommers        |
| 2024      | ф   | Смерч 2                         | Twisters                               | Jeb / Джеб                         |
| 2025      | ф   | Достать ножи: Проснись, мертвец | Wake Up Dead Man. A Knives Out Mystery |                                    |
|           | ф   | Годовщина                       | Anniversary                            | Rob / Роб                          |

## Награды и номинации
| Год  | Награда                              | Категория                                                            | Фильм              | Результат | Прим.  |
| ---- | ------------------------------------ | -------------------------------------------------------------------- | ------------------ | --------- | ------ |
| 2022 | Премия британского независимого кино | Лучшее совместное исполнение в главной роли (вместе с Эммой Томпсон) | «Любовь по вызову» | Номинация | [ 19 ] |
| 2023 | BAFTA                                | Лучшая мужская роль                                                  | «Любовь по вызову» | Номинация | [ 20 ] |
| 2023 | BAFTA                                | Награда «Восходящая звезда»                                          |                    | Номинация | [ 20 ] |
| 2023 | Премия Black Reel                    | Лучший актер-дебютант                                                | «Любовь по вызову» | Номинация | [ 21 ] |